# The Beautiful People
The Beautiful People was een tag team van professioneel worstelaars dat actief was in het Total Nonstop Action Wrestling (TNA). De leden van dit team zijn Angelina Love en Velvet Sky. Cute Kip, Madison Rayne en Lacey Von Erich waren voormalige leden. De oorspronkelijke leden, Angelina Love en Velvet Sky, waren geïnspireerd door Paris Hilton en Nicole Richie.

## Teams periodes
- Eerste periode (Faces, Heels):
  - Type: Tag team
  - Activiteit: 2 december 2007 – 13 augustus 2008
  - Leden: Angelina Love en Velvet Sky
  - Geassocieerde leden: Moose
- Tweede periode (Heels):
  - Type: Stable
  - Activiteit: 14 augustus 2008 – 11 maart 2009
  - Leden: Angelina Love, Velvet Sky en Cute Kip

- Derde periode
  - Type: Stable

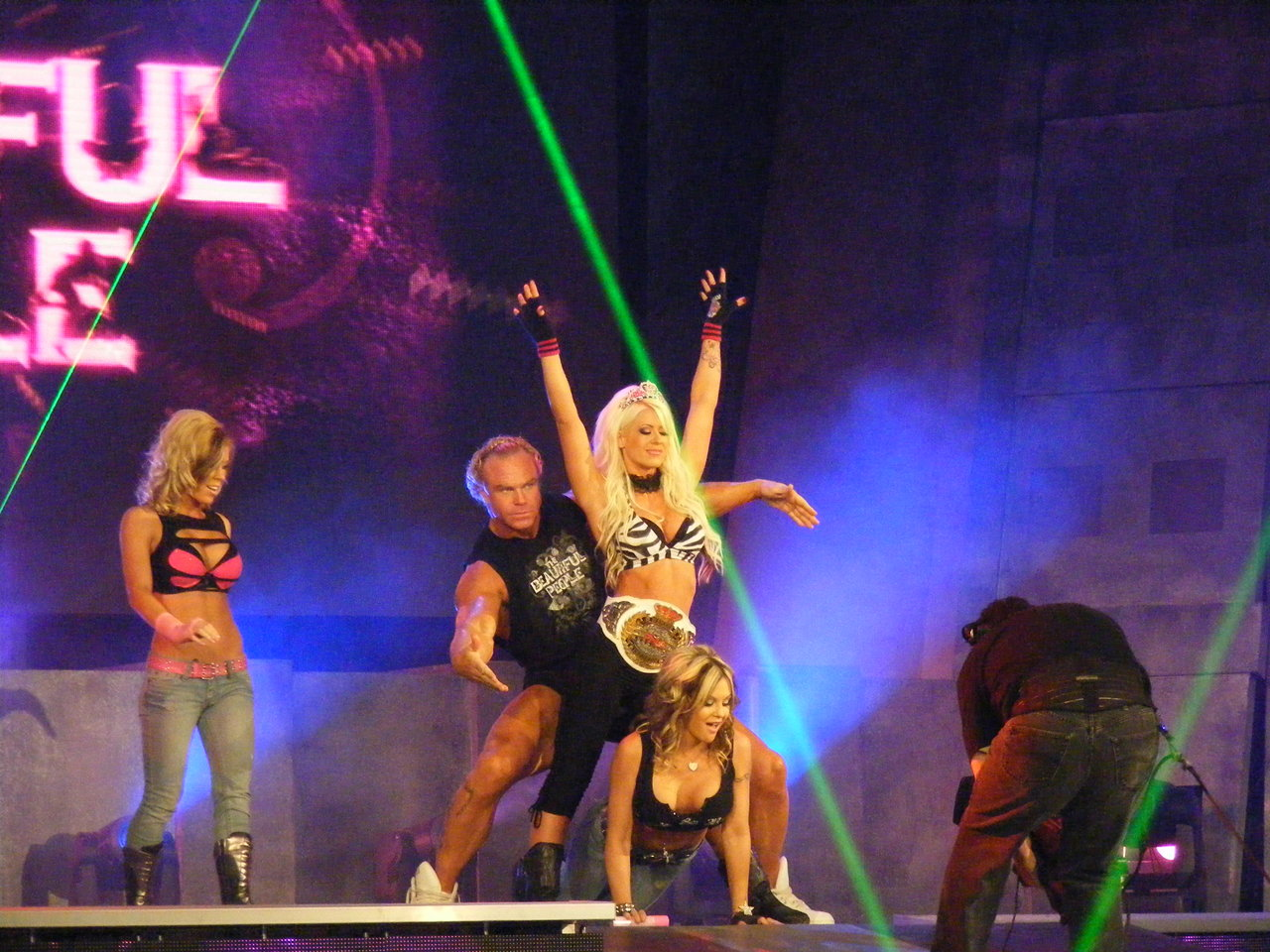
Derde periode van The Beautiful People (Angelina Love, Velvet Sky, Cute Kip en Madison Rayne)

  - Activiteit 12 maart 2009 – 18 maart 2009
  - Leden: Angelina Love, Velvet Sky, Cute Kip en Madison Rayne
- Vierde periode (Heels):
  - Type: Stable
  - Activiteit: 19 maart 2009 – 16 augustus 2009
  - Leden: Angelina Love, Velvet Sky en Madison Rayne
- Vijfde periode (Heels):
  - Type: Tag team
  - Activiteit: 17 augustus 2009 – 16 september 2009
  - Leden: Angelina Love and Velvet Sky
- Zesde periode (Heels):
  - Type: Stable
  - Activiteit: 17 september 2009 – 19 september 2009
  - Leden: Angelina Love, Velvet Sky en Madison Rayne
- Zevende periode (Heels):
  - Type: Tag team
  - Activiteit: 20 september 2009 – 30 september 2009
  - Leden: Velvet Sky en Madison Rayne

- Achtste periode (Heels):
  - Type: Stable

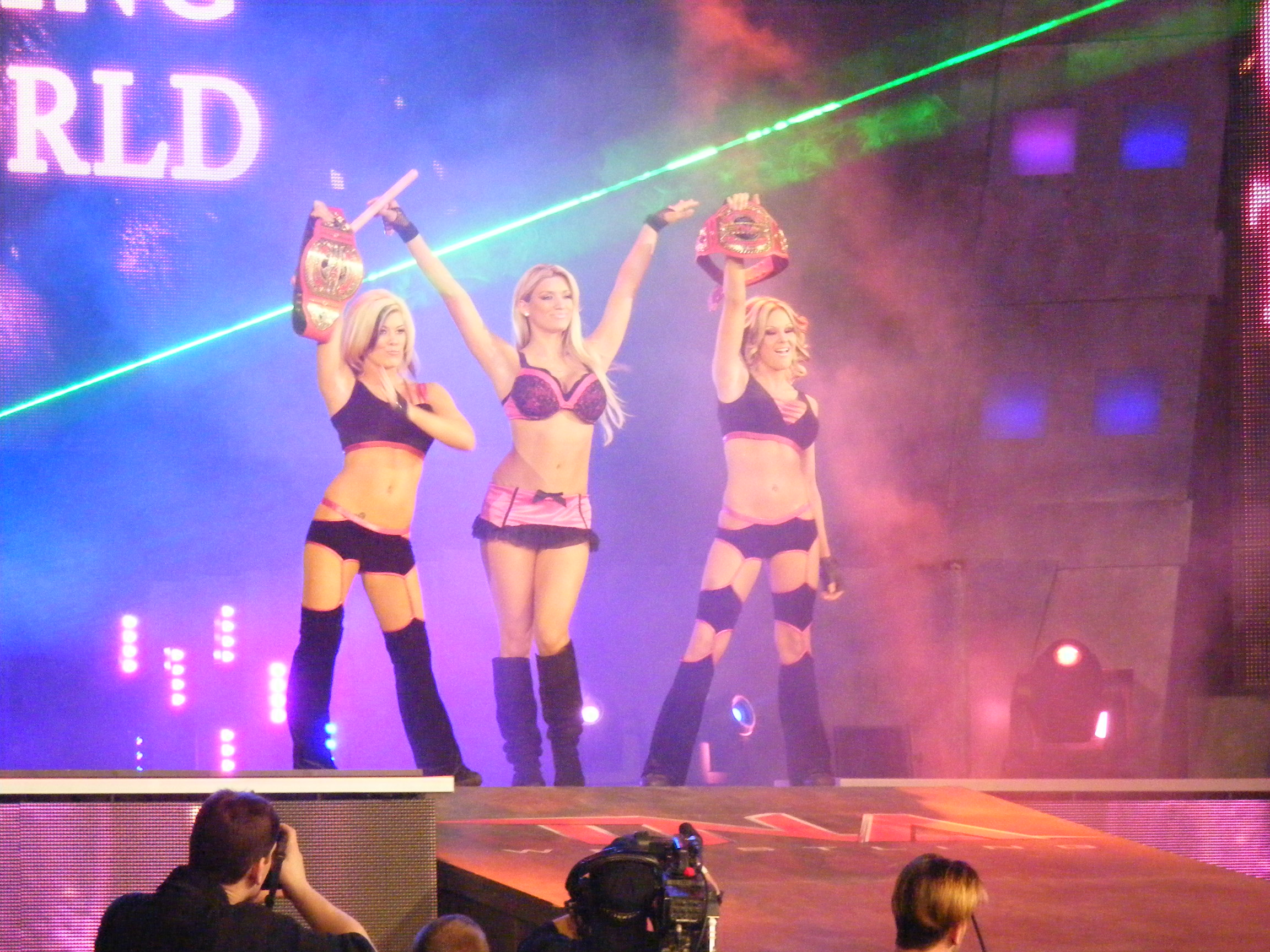
Achtste periode van The Beautiful People (Velvet Sky, Madison Rayne en Lacey Von Erich)

  - Activiteit: 1 oktober 2009 – 5 augustus 2010
  - Leden: Velvet Sky, Madison Rayne en Lacey Von Erich
  - Geassocieerde leden: Tara
- Negende periode (Faces):
  - Type: Tag team
  - Activiteit: 26 augustus 2010 – heden
  - Leden: Angelina Love en Velvet Sky
  - Geassocieerde leden: JWoww, Lacey Von Erich

## Kampioenschappen en prestaties
- Total Nonstop Action Wrestling
  - TNA Knockout Tag Team Championship (1 keer) – Rayne, Sky en Von Erich
  - TNA Women's Knockout Championship (5 keer) – Love (3x) en Rayne (2x)